# Stegenagapanthia nivalis
Stegenagapanthia nivalis là một loài bọ cánh cứng trong họ Cerambycidae.